# Истребительная авиационная дивизия
Истребительная авиационная дивизия (иад) — основное оперативно-тактическое формирование (соединение) истребительной авиации Военно-воздушных сил, состоящее из управления (штаба), частей и подразделений.

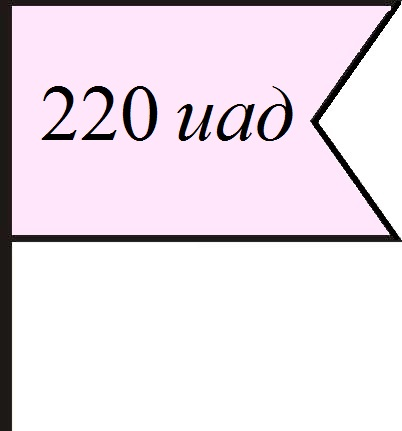
Знак истребительной авиационной дивизии на оперативно-тактическую карту

## Назначение дивизии
Истребительная авиационная дивизия предназначена для борьбы с воздушным противником и решения других боевых задач во взаимодействии с соединениями других родов ВВС, сухопутными войсками и Военно-морским флотом или самостоятельно.

## Истребительные авиационные дивизии в Видах ВС СССР
В СССР истребительные авиационные дивизии существовали в трех видах Вооруженных сил СССР: в ВВС, ПВО и ВМФ. Соответственно к наименованию дивизии добавлялось наименование вида ВС СССР:
- истребительная авиационная дивизия ПВО;
- истребительная авиационная дивизия ВВС ВМФ,

исключение составляли ВВС - здесь дивизия именовалась просто истребительная авиационная дивизия.
Истребительные авиационные дивизии очень часто передавались из одного вида ВС в другой и обратно.

## Состав дивизии
Истребительная авиационная дивизия может иметь в своем составе от 2-х до 5-ти истребительных авиационных полков, а также части и подразделения обеспечения и обслуживания.

## Выполнение задач
Свои задачи Истребительная авиационная дивизия выполняет в назначенном районе боевых действий.

## Способы ведения боевых действий
Боевые задачи Истребительная авиационная дивизия выполняет:
- дежурством на аэродромах с последующим выходом на перехват;
- дежурством в воздухе с последующим выходом на перехват;
- свободной охотой;
- нанесением ударов по наземным целям;
- воздушной разведкой;
- сопровождением тактических групп авиации в воздухе;
- другими способами.

## История
Истребительные авиационные дивизии в ВВС РККА стали создаваться в 1938 г. В ходе войны в действующей армии действовало 127 иад ВВС, в том числе 18 гвардейских, а также пять иад ВМФ. Они сыграли ключевую роль в завоевании господства в воздухе (1943), что позволило сухопутным войскам во втором и третьем периоде войны успешно вести боевые действия по разгрому крупных группировок противника.
В мае 1942 г. была проведена реорганизация частей и соединений фронтовой авиации. Авиационные части и соединения были выделены из общевойсковых армий, а различные по своему составу и назначению авиационные группы расформированы. Вся авиация фронта была сведена в крупные объединения — воздушные армии. Одновременно с формированием воздушных армий были созданы однородные дивизии трехполкового состава. Сформированные таким образом дивизии были предназначены для успешного решения различных тактических задач и в течение длительного срока могли сохранять боеспособность. Такая организационная структура истребительной авиационной дивизии оказалась жизнеспособной и сохранилась до конца Великой Отечественной войны.
Из 44 000 самолетов противника, уничтоженных в воздушных боях, около 90 % приходится на долю истребительной авиации. За боевые заслуги 17 дивизий удостоены почетных наименований и награждены орденами; 895 летчиков-истребителей стали Героями Советского Союза, 26 — дважды, а А. И. Покрышкин и И. Н. Кожедуб — трижды Героями Советского Союза.

## Список истребительных авиационных дивизий
| - 1-я гвардейская истребительная авиационная дивизия - 3-я гвардейская истребительная авиационная дивизия - 4-я гвардейская истребительная авиационная дивизия - 5-я гвардейская истребительная авиационная дивизия - 6-я гвардейская истребительная авиационная дивизия - 7-я гвардейская истребительная авиационная дивизия - 8-я гвардейская истребительная авиационная дивизия - 9-я гвардейская истребительная авиационная дивизия - 10-я гвардейская истребительная авиационная дивизия - 11-я гвардейская истребительная авиационная дивизия - 12-я гвардейская истребительная авиационная дивизия - 13-я гвардейская истребительная авиационная дивизия - 14-я гвардейская истребительная авиационная дивизия - 15-я гвардейская истребительная авиационная дивизия - 16-я гвардейская истребительная авиационная дивизия - 22-я гвардейская истребительная авиационная дивизия - 23-я гвардейская истребительная авиационная дивизия |

| - 3-я истребительная авиационная дивизия - 8-я истребительная авиационная дивизия - 24-я истребительная авиационная дивизия - 25-я истребительная авиационная дивизия - 27-я истребительная авиационная дивизия - 29-я истребительная авиационная дивизия - 32-я истребительная авиационная дивизия - 38-я истребительная авиационная дивизия - 39-я истребительная авиационная дивизия - 43-я истребительная авиационная дивизия - 44-я истребительная авиационная дивизия - 54-я истребительная авиационная дивизия - 59-я истребительная авиационная дивизия - 64-я авиационная дивизия - 65-я истребительная авиационная дивизия - 71-я истребительная авиационная дивизия - 72-я истребительная авиационная дивизия - 78-я истребительная авиационная дивизия - 129-я истребительная авиационная дивизия - 130-я истребительная авиационная дивизия - 135-я истребительная авиационная дивизия - 181-я истребительная авиационная дивизия - 185-я истребительная авиационная дивизия - 190-я истребительная авиационная дивизия - 193-я истребительная авиационная дивизия - 194-я истребительная авиационная дивизия - 201-я истребительная авиационная дивизия - 202-я истребительная авиационная дивизия - 203-я истребительная авиационная дивизия - 205-я истребительная авиационная дивизия - 206-я истребительная авиационная дивизия - 207-я истребительная авиационная дивизия - 209-я истребительная авиационная дивизия (1-го формирования) - 209-я истребительная авиационная дивизия (2-го формирования) - 210-я истребительная авиационная дивизия (1-го формирования) - 210-я истребительная авиационная дивизия (2-го формирования) - 215-я истребительная авиационная дивизия - 216-я истребительная авиационная дивизия - 217-я истребительная авиационная дивизия - 220-я истребительная авиационная дивизия - 229-я истребительная авиационная дивизия - 234-я истребительная авиационная дивизия - 235-я истребительная авиационная дивизия - 236-я истребительная авиационная дивизия - 237-я истребительная авиационная дивизия - 238-я истребительная авиационная дивизия - 239-я истребительная авиационная дивизия - 240-я истребительная авиационная дивизия - 245-я истребительная авиационная дивизия - 246-я истребительная авиационная дивизия - 249-я истребительная авиационная дивизия - 250-я истребительная авиационная дивизия - 254-я истребительная авиационная дивизия - 256-я истребительная авиационная дивизия - 257-я истребительная авиационная дивизия - 258-я истребительная авиационная дивизия - 259-я истребительная авиационная дивизия - 263-я истребительная авиационная дивизия - 265-я истребительная авиационная дивизия - 266-я истребительная авиационная дивизия - 268-я истребительная авиационная дивизия - 269-я истребительная авиационная дивизия - 273-я истребительная авиационная дивизия - 274-я истребительная авиационная дивизия - 275-я истребительная авиационная дивизия - 278-я истребительная авиационная дивизия - 279-я истребительная авиационная дивизия - 282-я истребительная авиационная дивизия - 283-я истребительная авиационная дивизия - 284-я истребительная авиационная дивизия - 286-я истребительная авиационная дивизия - 287-я истребительная авиационная дивизия - 288-я истребительная авиационная дивизия - 294-я истребительная авиационная дивизия - 295-я истребительная авиационная дивизия - 296-я истребительная авиационная дивизия - 297-я истребительная авиационная дивизия - 298-я истребительная авиационная дивизия - 302-я истребительная авиационная дивизия - 303-я истребительная авиационная дивизия - 304-я истребительная авиационная дивизия - 309-я истребительная авиационная дивизия - 315-я истребительная авиационная дивизия - 317-я истребительная авиационная дивизия - 318-я истребительная авиационная дивизия - 319-я истребительная авиационная дивизия - 320-я истребительная авиационная дивизия - 322-я истребительная авиационная дивизия - 323-я истребительная авиационная дивизия - 324-я истребительная авиационная дивизия - 328-я истребительная авиационная дивизия - 329-я истребительная авиационная дивизия - 330-я истребительная авиационная дивизия - 331-я истребительная авиационная дивизия - 336-я истребительная авиационная дивизия |